# Terror på Elm Street 2 – Freddys hämnd
Terror på Elm Street 2 – Freddys Hämnd (engelska: A Nightmare on Elm Street 2: Freddy's Revenge) är en amerikansk skräckfilm/slasher från 1985.

## Handling
I denna uppföljare till 1984 års kultförklarade skräckfilm Terror på Elm Street får man följa 17-årige Jesse vars familj har flyttat till ett hus på gatan Elm Street. Det de inte vet är vad som hände där då flera ungdomar något år tidigare blev mördade av en man som hemsökte deras drömmar, Freddy Krueger. Freddy var då han levde en galen seriemördare med förkärlek för att döda små barn. Polisen grep honom, men på grund av en miss var de tvungna att släppa honom. Föräldrarna och andra i grannskapet tog då istället lagen i egna händer och letade rätt på honom och brände honom levande. Freddy dog dock inte helt av detta utan lever kvar i mardrömmarna hos barnen till dem som tog hans liv. Genom dessa mardrömmar kan han åstadkomma fysisk skada som de drömmande får med sig då de vaknar. Efter att man trodde att Nancy dödat Freddy i den tidigare filmen i serien visar det sig dock att så inte var fallet då han snart tar kontroll över Jesses kropp och därigenom kan återuppta sin hämnd på Elm Streets ungdomar.

## Om filmen
Wes Craven, skaparen av första filmen, vägrade arbeta på denna film, eftersom han hade aldrig velat eller planerat att Terror på Elm Street skulle bli en pågående filmserie (han ville till och med att första filmen skulle få ett lyckligt slut, men så blev det inte). Och även på grund av att filmen förändrat förutsättningen av den första filmen med att Freddy beslutar sig för att attackera människor i den riktiga världen, istället för att undvika detta genom att döda dem i sina drömmar. Craven gillade inte heller idén med att Freddy manipulerar huvudpersonen att begå morden. Terror på Elm Street 2 är den andra filmen i den kultförklarade serien om Freddy Krueger och Elm Street. Elm Street-filmerna och Fredag den 13:e-filmerna om Jason blev stora framgångar i skräckfilmsvågen på 1980-talet. Filmen regisserades av Jack Sholder, och är 87 minuter lång.

## Andra delar i serien
- Terror på Elm Street (1984)
- Terror på Elm Street 3 – Freddys återkomst (1987)
- Terror på Elm Street 4 – Freddys mardröm(1988)
- Terror på Elm Street 5 – The Dream Child (1989)
- Terror på Elm Street 6 – Freddy's Dead – The final nightmare (1991)
- Wes Craven's New Nightmare (1994)
- Freddy vs. Jason (2003)
- A Nightmare on Elm Street (2010) (2010)

## Rollista (i urval)
- Robert Englund – Fred Krueger
- Mark Patton – Jesse Walsh
- Kim Myers – Lisa Webber
- Robert Rusler – Ron Grady